# Manifiesto artístico
En arte, a partir de las vanguardias, manifiesto suele llamarse a una expresión reivindicativa que simboliza la voluntad de estilo de un grupo de artistas o de un nuevo movimiento. Puede ser un escrito que se publica o una obra de arte que simboliza y resume lo que ese movimiento propone.

## Experiencias de manifiestos artísticos

### Manifiestos escritos
Entre los destacados podemos encontrar:
- El Manifiesto Blanco. En el año 1946, en Buenos Aires, el artista Lucio Fontana elaboró el Manifiesto blanco, declaración de poética espacialista que se concretaría en las obras realizadas tras su regreso a Italia en 1947: los ambientes, proyectados para no ser ni pintura ni escultura, sino “formas, colores, sonidos a través del espacio”, y los conceptos espaciales, donde el problema del espacio se afronta a través de la perforación o el corte de la base utilizada (papel, tela, etc.).

“La era artística de los colores y las formas paralíticas toca a su fin. (…) La estética del movimiento orgánico reemplaza a la agotada estética de las formas fijas”.

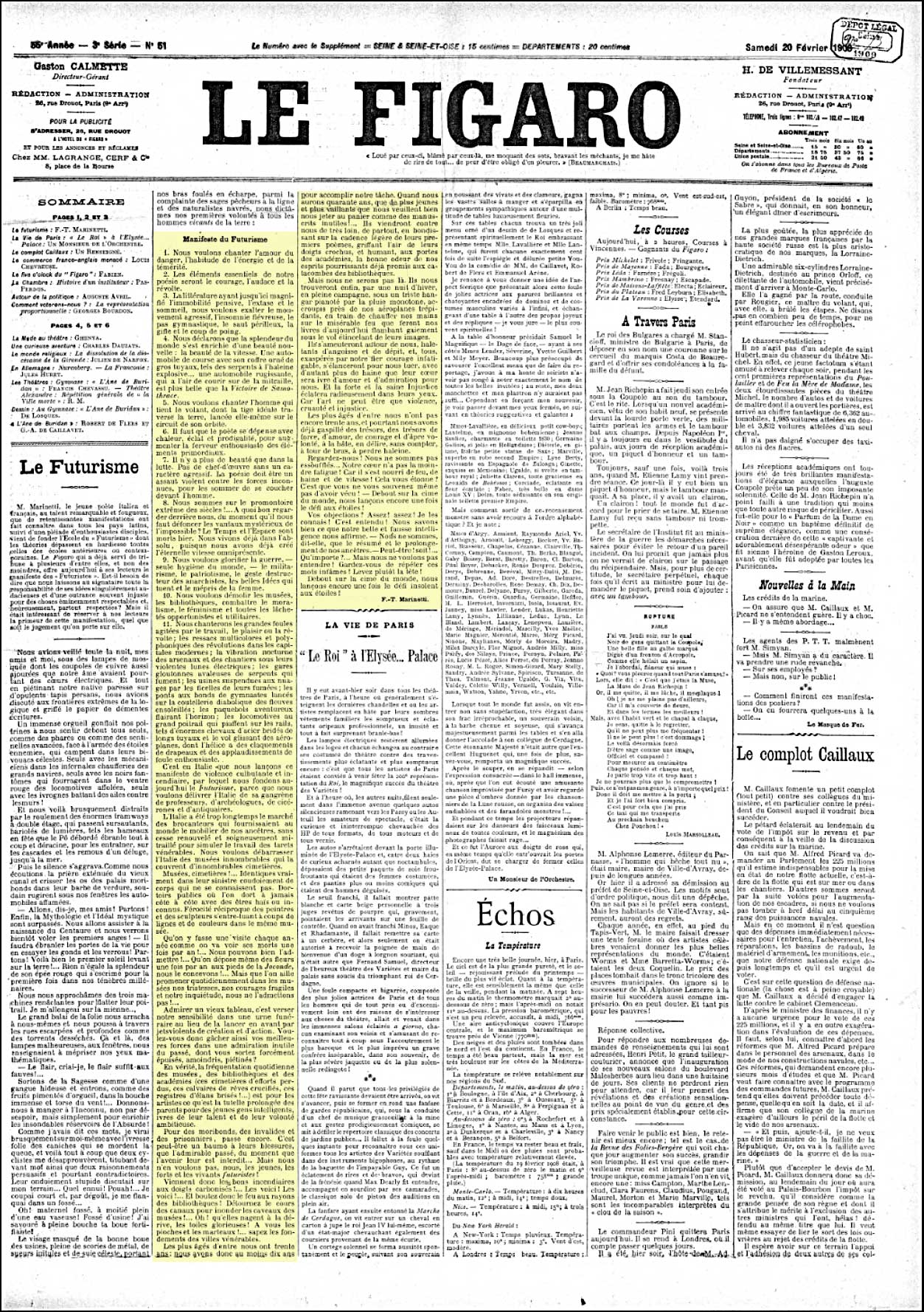
Página del diario francés "Le Figaro" con la publicación del Manifiesto futurista de Filippo Tommaso Marinetti.

“La materia, el color y el sonido en movimiento son los fenómenos cuyo desarrollo simultáneo integran el nuevo arte”.
Este manifiesto se convertirá, según algunos críticos de arte, en “uno de los más importantes documentos teóricos del movimiento espacialista en el arte moderno”.
- Página del diario francés  "Le Figaro" con la publicación del Manifiesto futurista de Filippo Tommaso Marinetti.El Manifiesto futurista.[2] El 20 de febrero de 1909, el poeta Filippo Tommaso Marinetti lanzo en París, en el diario Le Figaro un manifiesto para la renovación total de la cultura y el arte. En él, sus representantes ensalzaron el progreso, declararon la devoción ante la belleza de la velocidad y los modernos motores y abogaron por una nueva forma de expresión artística regida por los principios de la llamada “civilización de las maquinas”.

- El Manifiesto Madí. En 1946, el Movimiento o grupo Madí, que formó parte de la abstracción rioplatense, comenzó a militar contra la representación, la expresión de tradición romántica –incluyendo al surrealismo–, y muy especialmente, contra las restricciones impuestas por el formato del cuadro a la pintura. En su manifiesto se reconoce la especificidad de la pintura y la escultura:

“Marco recortado e irregular, superficie plana y superficie curva o cóncava. Planos articulados, con movimiento lineal, rotativo y de traslación”.
“Para la escultura se reservan la tridimensionalidad, la ausencia de color, los movimientos de articulación, rotación, traslación, etc.”.
- El Manifiesto surrealista[3] de André Bretón (1924)

- El Manifiesto Tucumán Arde[4]. En agosto de 1968, un grupo de artistas, periodistas y sociólogos de Buenos Aires y Rosario realizaron una obra colectiva donde, a través del arte, querían denunciar la distancia existente entre realidad y política. Realizaron para esa exposición un impreso que era repartido mientras duró la obra en la ciudad de Rosario, en el cual criticaba duramente la situación social de la provincia de Tucumán tras el cierre de los Ingenios azucareros.

“La obra consiste en la creación de un circuito sobreinformacional para evidenciar la solapada deformación que los hechos producidos en Tucumán sufren a través de los medios de información y difusión que detentan el poder oficial y la clase burguesa.”
- El primer manifiesto dadaísta[5]  de Tristan Tzara (1918).
- El manifiesto de la Bauhaus. En Weimar, 1919.
- El Manifiesto neoplasticista de Piet Mondrian (1917 De Stijl).

### Obras artísticas consideradas manifiestos
- Impresión, sol naciente del artista Claude Monet en el año 1873 para el Impresionismo.

- Las señoritas de Avignon del artista español Pablo Picasso para el cubismo (1907).